# Cruz Salmerón Acosta
Cruz Salmerón Acosta é um município da Venezuela localizado no estado de Sucre.
A capital do município é a cidade de Araya.